# Mike D'Antoni
Michael Andrew D'Antoni (8 de maio de 1951) é um americano ex-jogador e técnico de basquete profissional que é atualmente o assistente técnico do Brooklyn Nets da National Basketball Association (NBA).
Enquanto era técnico do Phoenix Suns, ele ganhou o Prêmio de Treinador do Ano da NBA na temporada de 2004-05, depois que os Suns obteve 33 vitórias a mais do que na temporada anterior. Em 1º de junho de 2016, D'Antoni foi nomeado treinador-chefe do Houston Rockets e recebeu seu segundo prêmio de Treinador do Ano da NBA na temporada de 2016-17. 
D'Antoni, que possui dupla cidadania, americana e italiana, é conhecido por favorecer um sistema rápido e voltado para o ataque.

## Carreira como jogador

### Ensino médio e universidade
Depois de jogar basquete colegial na Mullens High School, em Mullens, West Virginia, D'Antoni jogou basquete universitário na Universidade Marshall de 1970 a 1973.

### Carreira profissional
D'Antoni foi selecionado pelo Kansas City-Omaha Kings na segunda rodada do Draft da NBA de 1973. Depois de jogar três temporadas pelos Kings (1973–1975), ele jogou pelo Spirits of St. Louis da American Basketball Association (ABA) em 1975–76, e pelo San Antonio Spurs (novamente na NBA) na temporada de 1976– 77. Sua carreira nos Spurs durou apenas dois jogos, antes de ele encontrar uma oportunidade de jogar no exterior.
D'Antoni foi contratado pelo time italiano Olimpia Milano, iniciando uma carreira que o viu se tornar o maior artilheiro de todos os tempos do clube. Ele foi eleito o melhor armador da liga italiana em 1990 e levou sua equipe a cinco títulos da Liga italiana, dois títulos da Copa dos Campeões da Europa da Fiba (agora denominada EuroLeague), duas Copas da Itália, uma Copa Korać e uma Copa Intercontinental.
Durante sua carreira de jogador na Itália, D'Antoni ganhou o apelido de "Il Baffo" (italiano para "O Bigode"), em referência aos seus sempre presentes pelos faciais. Ele também ganhou o apelido de "Arsène Lupin" por causa de sua habilidade de roubar a bola. Em 2015, o Olimpia Milano aposentou a camisa 8, em homenagem a ele.

### Carreira na seleção nacional
Sendo de origem italiana, D'Antoni também foi chamado para jogar na Seleção Italiana de Basquetebol para o EuroBasket de 1989.

## Carreira como treinador

### Itália
D’Antoni começou sua carreira como treinador principal de seu clube mais leal, o Olimpia Milano. Ele permaneceu lá por quatro temporadas, de 1990 a 1994, levando o clube a uma aparição no Final Four da EuroLeague em 1992 e a um título da Copa Korać na temporada de 1992-93. 
Após isso, ele foi contratado para treinar o Benetton Treviso, outro clube de basquete da liga italiana. Durante seu tempo com o Treviso (1994-1997), a equipe conquistou a Copa Saporta e a Copa da Itália (em 1995), e ganhou o título da liga nacional nacional italiana na temporada de 1996-1997. Os times italianos do técnico D’Antoni foram aos playoffs da Liga Italiana em todas as temporadas. 
Em 2001, D'Antoni voltou à Itália para uma segunda passagem, como treinador do Benetton Treviso. Em sua única temporada na Europa, ele levou Treviso a um recorde de 28-8 na temporada regular e ao título da Liga Italiana e a uma participação no Final Four da EuroLeague em 2002, treinando um time repleto de muitas ex-estrelas da NBA.

### Inicio na NBA
O primeiro trabalho de técnico de D'Antoni na NBA foi no Denver Nuggets na temporada de 1997-98 como diretor de jogadores. Ele também fez alguns jogos como comentarista da TNT naquela temporada. No ano seguinte, ele se tornou o treinador principal dos Nuggets, mas foi demitido após um fraco desempenho durante a temporada de 1998-99. 
D'Antoni se tornou olheiro do San Antonio Spurs durante a temporada de 1999-2000. Ele também foi assistente do Portland Trail Blazers na temporada de 2000-01.

### Phoenix Suns

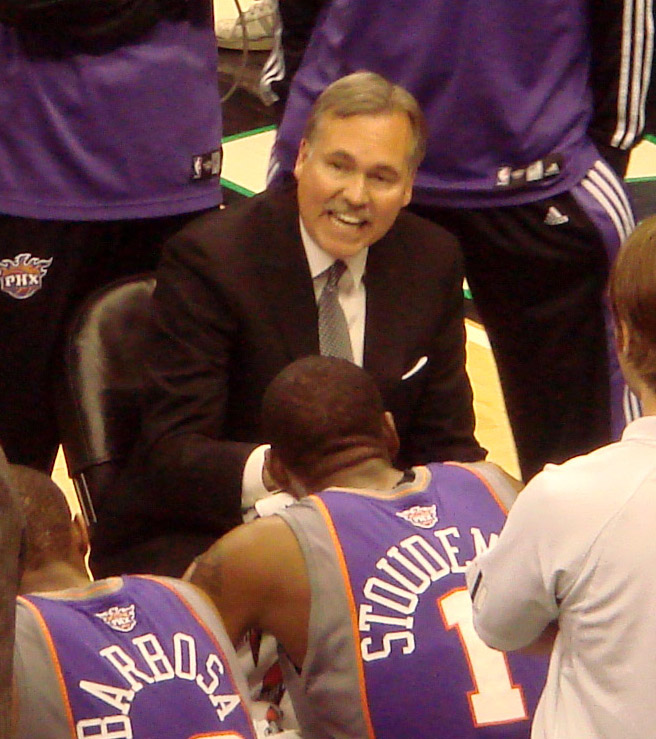
D'Antoni treinando os Suns em 2008

Em 2002, D'Antoni fez seu retorno à NBA como assistente de Frank Johnson no Phoenix Suns. Em 2003, ele substituiu Johnson com 61 jogos restantes na temporada como o técnico dos Suns e, apesar da equipe não ter melhorado na segunda metade da temporada, ele recebeu um voto de confiança. Com a aquisição do agente livre Steve Nash antes da temporada de 2004-05, uma incrível reviravolta começou para a equipe. Nash tinha experiência no estilo run-and-gun de sua passagen anterior com o Dallas Mavericks. Ele se destacou no ataque de pick-and-roll de D'Antoni.
D'Antoni ganhou o Prêmio de Treinador do Ano depois que seu Suns teve um recorde de 62-20 e terminou em primeiro na temporada regular. Seu estilo, apelidado de "Seven Seconds or Less", foi descrito em um livro com esse nome. No geral, seu Suns venceu 50 ou mais jogos em quatro temporadas consecutivas, enquanto Nash recebeu os Prêmios de MVP da NBA em 2005 e 2006. Além de Nash, os Suns de D'Antoni também apresentava Amar'e Stoudemire e Shawn Marion. Eles fizeram aparições consecutivas nas finais da Conferência Oeste em 2005 e 2006, perdendo para o San Antonio Spurs e para o Dallas Mavericks, respectivamente. 
D'Antoni tornou-se Gerente Geral dos Suns após a saída de Bryan Colangelo e passou o cargo para Steve Kerr em 2007. Os Suns foram eliminado nos playoffs pelos Spurs em 2007 e 2008, após o qual D'Antoni trocou o Phoenix pelo New York Knicks.

### Seleção americana
D'Antoni foi chamado para a comissão técnica do técnico Mike Krzyzewski no time de basquete olímpico dos EUA e participou da Copa do Mundo de Basquetebol de 2006, ganhando a medalha de bronze. Os analistas acreditam que sua familiaridade com o arremesso de três pontos e a defesa da zona, marcas do jogo internacional, eram ativos valiosos para a equipe.

### New York Knicks

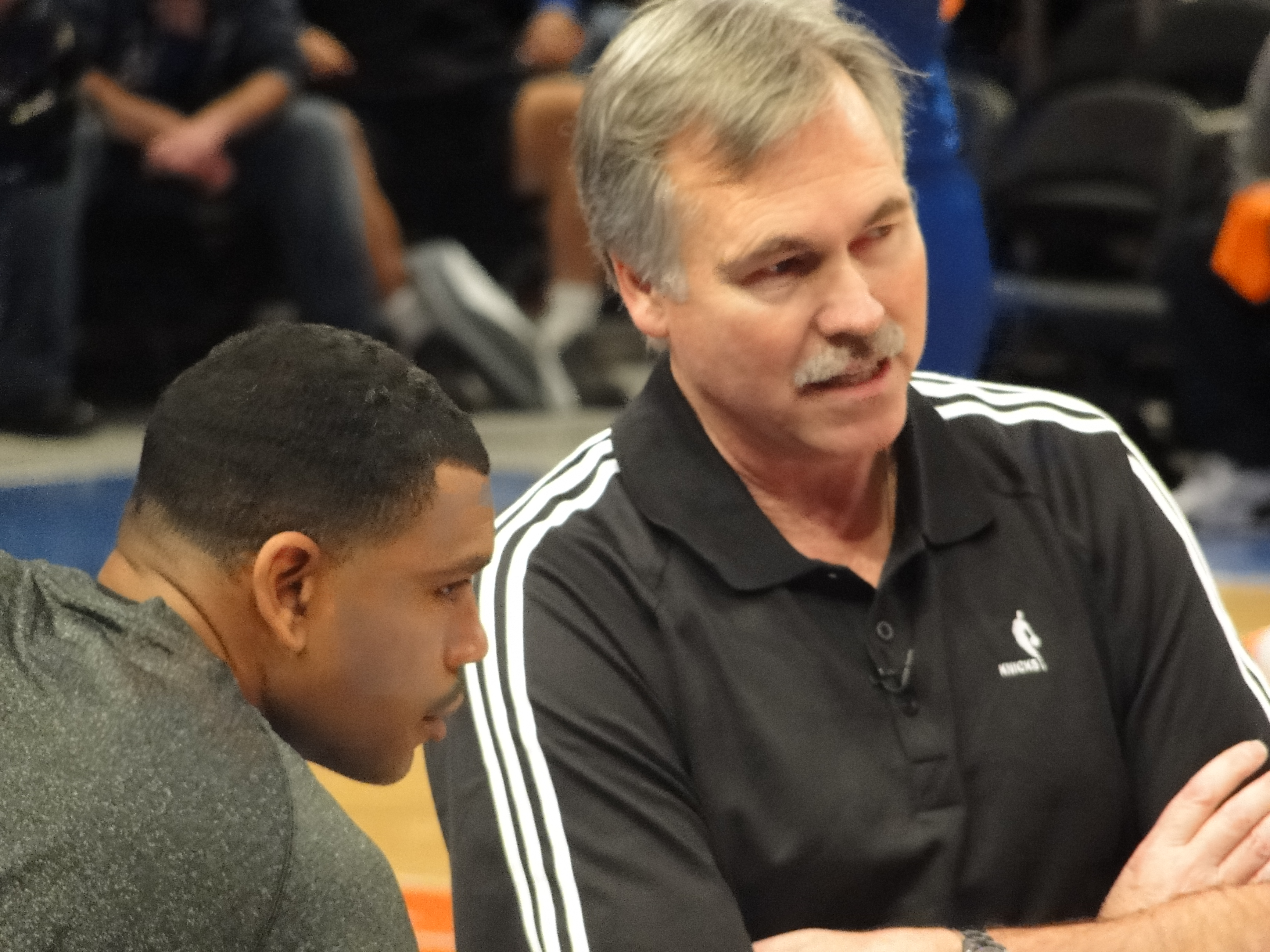
D'Antoni e Allan Houston nos Knicks

Embora Steve Kerr tenha pedido que ele ficasse com nos Suns, D'Antoni foi informado de que ele estava livre para falar com outras equipes. Em 9 de maio, D'Antoni recebeu uma oferta do New York Knicks e no dia seguinte, ele aceitou a oferta de US $ 24 milhões de 4 anos e se tornou o técnico principal dos Knicks.
Depois de duas temporadas com mais derrotas do que vitórias, D'Antoni, com novas adições Amar'e Stoudemire e Carmelo Anthony, levou os Knicks aos playoffs da temporada de 2010-11 com um recorde de 42-40. Eles foram varridos pelo Boston Celtics na primeira rodada.
D'Antoni renunciou ao cargo de treinador em 14 de março de 2012. O assistente técnico, Mike Woodson, preencheu sua vaga como treinador principal. O começo decepcionante de 18-24 e os conflitos com Anthony foram os principais motivos de sua renuncia.

### Retorno à seleção dos EUA
No verão de 2012, D'Antoni voltou à Seleção Americana como treinador adjunto sob o comando do técnico Mike Krzyzewski. Ele se reuniu com os jogadores dos Knicks, Carmelo Anthony e Tyson Chandler, nesta equipe, enquanto se preparavam para os Jogos Olímpicos de Londres em 2012. Eles ganharam a medalha de ouro

### Los Angeles Lakers
Em 12 de novembro de 2012, os Lakers assinaram com D'Antoni em um contrato de três anos no valor de US $ 12 milhões. Os Lakers sentiram que o estilo de jogo acelerado de D'Antoni o tornava um "ótimo ajuste" para o time, mais adequado do que o triângulo de ataque estruturado de Phil Jackson. A preferência da proprietária dos Lakers, Jerry Buss, sempre foi que os Lakers tivessem um ataque aberto. D'Antoni se reuniu com Nash, que foi negociado com os Lakers antes da temporada. A estrela do Lakers, Kobe Bryant, também conhecia D'Antoni; Bryant quando criança o conheceu quando D'Antoni era uma estrela na Itália e o pai de Bryant também jogava lá.
A estreia como técnico de D'Antoni com os Lakers foi adiada enquanto ele se recuperava de uma cirurgia no joelho. Ele passou por uma cirurgia semanas antes, em 31 de outubro, pois originalmente esperava tirar um ano de férias e ter meses para se recuperar. Bernie Bickerstaff, que foi o técnico interino dos Lakers depois que Mike Brown foi demitido, continuou nessa função depois que D'Antoni foi contratado. Ele teve um recorde de 4-1 como técnico interino, vencendo seus dois últimos jogos quando D'Antoni começou a liderar os treinos da equipe. D'Antoni nomeou um novo assistente, seu irmão mais velho, Dan, que também ajudou nos treinos. Em sua primeira entrevista coletiva, D'Antoni previu que o Lakers, então com um recorde de 3–5 e classificado em 20º na pontuação com 96,5 pontos por jogo, deveria marcar "110-115 pontos por jogo". Ele queria reviver o Showtime. Ele reiterou a crença do gerente geral Mitch Kupchak de que o Lakers foi construído para ganhar o título da NBA naquela temporada. D'Antoni estava feliz por estar de volta com Nash, notando sua passagem mal-sucedida com os Knicks sem ele. Em 20 de novembro, ele treinou seu primeiro jogo - nove dias depois de ser contratado - em uma vitória por 95-90 contra o Brooklyn Nets. Em seu primeiro jogo em Nova York em dezembro, os Lakers perdeu por 116–107 e caiu para um recorde de 4–9. D'Antoni treinou seus primeiros 17 jogos sem Nash, que estava se recuperando de uma lesão na perna. Os Lakers venceu três dos quatro jogos depois que Nash voltou no final de dezembro, mas acabou perdendo os seis seguintes.
Chamando de uma mudança permanente, D'Antoni substituiu Pau Gasol em meados de janeiro e deu a titularidade para Earl Clark para formar o time mais rápido e menor que o técnico preferia. No meio da temporada, os Lakers ficou em 12º lugar na Conferência Oeste com um recorde de 17–24. Sob o comando de D'Antoni, os Lakers tiveram um recorde de 12-19, marcando uma média de 103,3 pontos por jogo, mas sofrendo 103,4 pontos. Ofensivamente, eles alcançaram o limite de 110 pontos apenas oito vezes em 31 jogos. D'Antoni destacou que o foco da equipe precisa ser na defesa, não no ataque. Ele comparou os Lakers a um time All-Star em que "todo mundo pega a bola e joga um contra um e depois não joga na defesa", acrescentando que "não aprenderam que existe uma hierarquia" em que as estrelas precisam conhecer seus papéis.
Nash teve dificuldades para executar o pick and roll com Dwight Howard, uma jogada que D'Antoni esperava ser um trunfo para o Lakers. Ele acabou abandonando seu sistema. “Jogamos basquete. O sistema é movimentar a bola, jogar forte na defesa e dar espaço para quem está arremessando. Não é uma coisa difícil”, disse D'Antoni.
D'Antoni foi nomeado o Treinador do Mês da Conferência Oeste depois que o Lakers foi teve um recorde de 7-1 em abril. Eles terminaram a temporada com um recorde de 45–37 e  se classificaram para os playoffs no último jogo da temporada, garantindo a sétima melhor campanha no Oeste. Os esperados cinco titulares dos Lakers, Bryant, Nash, Howard, Gasol e Metta World Peace foram titulares juntos apenas sete vezes durante toda a temporada e sem registrar uma vitória. "Os Lakers não ajudaram nas coisas ao fazer a mudança de treinador e colocar D'Antoni naquela situação, o que ele ficou feliz em aceitar. Mas acho que foi um pouco mais difícil do que ele pensava que seria", disse Kupchak. Os Lakers enfrentou o San Antonio Spurs nos playoffs e perdeu na primeira rodada pela primeira vez desde 2007, sofrendo sua primeira varrida na primeira rodada desde 1967.
Na primeira temporada completa de D'Antoni com a equipe em 2013-14, os Lakers tiveram um recorde de 27-55 e a segunda pior porcentagem de vitórias (0,329) na história da equipe. Foi o pior recorde de 82 jogos na história da equipe e o menor número de vitórias desde que a franquia saiu de Minneapolis. Howard saiu antes da temporada como um agente livre, aceitando menos dinheiro para ingressar no Houston Rockets. Bryant jogou apenas seis jogos durante a temporada, mas ele e Gasol criticaram o sistema de D'Antoni. Nash também perdeu a maior parte da temporada devido a lesões. 
Em 30 de abril de 2014, D'Antoni renunciou ao cargo de técnico dos Lakers. Ele recebeu uma quantia não revelada de $ 4 milhões devidos a ele pela próxima temporada de 2014-15. "Dadas as circunstâncias, não sei se alguém poderia ter feito um trabalho melhor do que Mike nas últimas duas temporadas", disse Kupchak.

### Philadelphia 76ers
Em 18 de dezembro de 2015, D'Antoni assinou com o Philadelphia 76ers para trabalhar como assistente de Brett Brown.

### Houston Rockets
Em 1º de junho de 2016, D'Antoni foi nomeado o novo técnico do Houston Rockets.
Em sua primeira temporada com os Rockets, D'Antoni teve um recorde de 55-27 e levou a equipe às semifinais da Conferência Oeste da NBA. Em 7 de maio de 2017, D'Antoni e Erik Spoelstra foram anunciados como co-destinatários do prêmio inaugural de treinador do ano Michael H. Goldberg NBCA. Em 26 de junho de 2017, ele ganhou o Prêmio de Treinador do Ano da NBA.
Durante a temporada de 2017-18, o treinamento inovador de D'Antoni levou os Rockets a ter o melhor recorde da temporada regular na NBA com 65-17. No entanto, os playoffs dos Rockets terminou nas finais da Conferência Oeste da NBA, depois de perder por 4-3 para o Golden State Warriors.
Após a temporada de 2018-19, os Rockets ganhou mais jogos em suas três temporadas do que em qualquer período de três anos na história da franquia (173-73). Eles tiveram um recorde de 23-16 nos playoffs durante o mesmo período. Como resultado, D'Antoni acumulou a melhor porcentagem de vitórias de qualquer treinador dos Rockets.
Em 30 de maio de 2019, após o considerável desmantelamento da comissão técnica, D'Antoni anunciou que decidiu não renovar seu contrato, que expiraria após a temporada de 2019-20. Antes do anúncio, ele mostrou interesse em assinar uma extensão de contrato, afirmando: "Eu deixei Daryl e [proprietário] Tilman [Fertitta] saberem que estou energizado para continuar treinando e acredito que posso continuar fazendo isso em um alto nível por pelo menos mais três anos". Em 8 de junho, foi noticiado que Fertitta e D'Antoni estavam se aproximando de um acordo sobre uma extensão do contrato. No final das contas, D'Antoni começou a temporada de 2019-20 sem uma extensão de contrato. Em 13 de setembro de 2020, um dia depois de Houston perder as semifinais da conferência por 4-1 para os Lakers, D'Antoni anunciou que não voltaria ao time.

### Brooklyn Nets
Em 30 de outubro de 2020, o Brooklyn Nets contratou D'Antoni como assistente.

## Estatísticas como treinador
| Ano      | Time        | Temporada regular | Temporada regular | Temporada regular | Temporada regular | Temporada regular          | Playoffs | Playoffs | Playoffs | Playoffs | Playoffs                              |
| Ano      | Time        | J                 | V                 | D                 | %                 | Classificação              | J        | V        | D        | %        | Resultado final                       |
| -------- | ----------- | ----------------- | ----------------- | ----------------- | ----------------- | -------------------------- | -------- | -------- | -------- | -------- | ------------------------------------- |
| 1998–99  | Denver      | 50                | 14                | 36                | .280              | 6ª na Divisão Noroeste     | —        | —        | —        | —        | Não foi para os playoffs              |
| 2003–04  | Phoenix     | 61                | 21                | 40                | .344              | 6ª na Divisão do Pacífico  | —        | —        | —        | —        | Não foi para os playoffs              |
| 2004–05  | Phoenix     | 82                | 62                | 20                | .756              | 1ª na Divisão do Pacífico  | 15       | 9        | 6        | .600     | Perdeu nas Finais de Conferência      |
| 2005–06  | Phoenix     | 82                | 54                | 28                | .659              | 1ª na Divisão do Pacífico  | 20       | 10       | 10       | .500     | Perdeu nas Finais de Conferência      |
| 2006–07  | Phoenix     | 82                | 61                | 21                | .744              | 1ª na Divisão do Pacífico  | 11       | 6        | 5        | .545     | Perdeu nas Semi-Finais de Conferência |
| 2007–08  | Phoenix     | 82                | 55                | 27                | .671              | 2ª na Divisão do Pacífico  | 5        | 1        | 4        | .200     | Perdeu na Primeira Rodada             |
| 2008–09  | New York    | 82                | 32                | 50                | .390              | 5ª na Divisão do Atlântico | —        | —        | —        | —        | Não foi para os playoffs              |
| 2009–10  | New York    | 82                | 29                | 53                | .354              | 3ª na Divisão do Atlântico | —        | —        | —        | —        | Não foi para os playoffs              |
| 2010–11  | New York    | 82                | 42                | 40                | .512              | 2ª na Divisão do Atlântico | 4        | 0        | 4        | .000     | Perdeu na Primeira Rodada             |
| 2011–12  | New York    | 42                | 18                | 24                | .429              | (Demitido)                 | —        | —        | —        | —        | —                                     |
| 2012–13  | L.A. Lakers | 72                | 40                | 32                | .556              | 3ª na Divisão do Pacífico  | 4        | 0        | 4        | .000     | Perdeu na Primeira Rodada             |
| 2013–14  | L.A. Lakers | 82                | 27                | 55                | .329              | 5ª na Divisão do Pacífico  | —        | —        | —        | —        | Não foi para os playoffs              |
| 2016–17  | Houston     | 82                | 55                | 27                | .671              | 2ª na Divisão Sudoeste     | 11       | 6        | 5        | .545     | Perdeu nas Semi-Finais de Conferência |
| 2017–18  | Houston     | 82                | 65                | 17                | .793              | 1ª na Divisão Sudoeste     | 17       | 11       | 6        | .647     | Perdeu nas Finais de Conferência      |
| 2018–19  | Houston     | 82                | 53                | 29                | .646              | 1ª na Divisão Sudoeste     | 11       | 6        | 5        | .545     | Perdeu nas Semi-Finais de Conferência |
| 2019–20  | Houston     | 72                | 44                | 28                | .611              | 1ª na Divisão Sudoeste     | 12       | 5        | 7        | .417     | Perdeu nas Semi-Finais de Conferência |
| Carreira | Carreira    | 1,127             | 718               | 555               | .564              |                            | 110      | 54       | 56       | .491     |                                       |

## Vida pessoal
O pai de D'Antoni foi treinador de basquete de escolas secundárias em West Virginia e Ohio, e foi introduzido no Sports Hall of Fame de West Virginia. Seu irmão mais velho, Dan, o acompanhou como assistente em Phoenix, Nova York e Los Angeles. Tanto Mike (1997) quanto Dan (1990) foram consagrados no Hall da Fama do Atletismo da Marshall University.

D'Antoni tem dupla cidadania dos Estados Unidos e da Itália, o que o torna o primeiro italiano a treinar uma equipe da NBA. Ele é descendente de um avô italiano que emigrou de Umbria para os EUA nos primeiros anos do século 20. Ele é fluente em inglês e italiano.